# Edmonton–Gold Bar
Circonscription électorale provinciale du Canada
Edmonton-Gold Bar (auparavant Strathcona-Est) est une circonscription électorale provinciale de l'Alberta (Canada), située dans l'est d'Edmonton. Elle contient le quartier franco-albertain de Bonnie Doon.

## Liste des députés
| Années            | Années         | Député         | Parti politique           |
| Strathcona-Est    | Strathcona-Est | Strathcona-Est | Strathcona-Est            |
| ----------------- | -------------- | -------------- | ------------------------- |
|                   | 1959 - 1963    | Ernest Manning | Créditiste                |
|                   | 1963 - 1967    | Ernest Manning | Créditiste                |
|                   | 1967 - 1969    | Ernest Manning | Créditiste                |
|                   | 1969 - 1971    | William Yurko  | Progressiste-conservateur |
| Edmonton-Gold Bar |                |                |                           |
|                   | 1971 - 1975    | William Yurko  | Progressiste-conservateur |
|                   | 1975 - 1979    | William Yurko  | Progressiste-conservateur |
|                   | 1979 - 1982    | Al Hiebert     | Progressiste-conservateur |
|                   | 1982 - 1986    | Al Hiebert     | Progressiste-conservateur |
|                   | 1986 - 1989    | Bettie Hewes   | Libéral                   |
|                   | 1989 - 1993    | Bettie Hewes   | Libéral                   |
|                   | 1993 - 1997    | Bettie Hewes   | Libéral                   |
|                   | 1997 - 2001    | Hugh McDonald  | Libéral                   |
|                   | 2001 - 2004    | Hugh McDonald  | Libéral                   |
|                   | 2004 - 2008    | Hugh McDonald  | Libéral                   |
|                   | 2008 - 2012    | Hugh McDonald  | Libéral                   |
|                   | 2012 - 2015    | David Dorward  | Progressiste-conservateur |
|                   | 2015 - présent | Marlin Schmidt | Néo-démocrate             |